# Кучаи Калон
Кучаи Калон (Ёва; тадж. Кӯчаи Калон) — село (махалла) в Гафуровском районе Согдийской области Республики Таджикистан. Административный центр джамоата (сельской общины) Ёва Гафуровского района.
Находится на расстоянии 15 км от райцентра (пгт. Гафуров).
Население — 2089 чел. (2017).